# Zorro, The Gay Blade
Zorro, The Gay Blade (no Brasil, As Duas Faces de Zorro ou Zorro - Entre a Espada e as Plumas) é um filme norte-americano de 1981. Esta divertida comédia foi estrelada por George Hamilton em um duplo papel, interpretando Don Diego de la Vega (Zorro) e seu irmão gêmeo gay, Ramón de la Vega.